# Список глав государств в 1096 году
Список глав государств в 1095 году — 1096 год — Список глав государств в 1097 году — Список глав государств по годам

## Азия
- Аббасидский халифат — Аль-Мустазхир Биллах, халиф (1094 — 1118)
- Анатолийские бейлики —
  - Данишмендиды — Данишменд Гази, эмир (1071 — 1104)
  - Иналогуллары — 
    - Садр, эмир (1095 — 1096)
    - Инал, эмир (1096 — 1098)

  - Менгджуки (Менгучегиды) — Исхак, бей (1090 — 1120)
  - Салтукиды — Салтук I, эмир (1072 — 1102)
- Армения —
  - Киликийское царство — Костандин I, князь (1095 — 1100/1102/1103)
  - Сюникское царство — 
    - Сенекерим, царь (1072 — 1096)
    - Григор II Сенекеримян, царь (1096 — 1166)

  - Ташир-Дзорагетское царство — 
    - Давид II, царь (1089 — 1118)
    - Аббас I, царь (1089 — 1118)
- Восточно-Караханидское ханство — Харун II Богра-хан, хан (1075 — 1102)
- Газневидское государство — Ибрахим, султан (1059 — 1099)
- Грузинское царство — Давид IV Строитель, царь (1089 — 1125)
- Гуриды — Кутб уд-Дин Хасан ибн Мухаммад, малик (1080 — 1100)
- Дайвьет — Ли Нян Тонг, император[англ.] (1072 — 1127)
- Дали (Дачжун) — 
  - Гао Шэнтай, король (1095 — 1096)
  - Дуань Чжэнчунь, король (1096 — 1108)
- Западно-Караханидское ханство — Махмуд-хан I, хан (1095 — 1097)
- Западное Ся — Чунцзун (Ли Ганьчунь), император (1086 — 1139)
- Индия —
  - Восточные Ганги[англ.] — Анантаварман Чодагнга, царь[англ.] (1078 — 1147)
  - Западные Чалукья[англ.] — Трибхуванамалла Викрамадитья VI, махараджа (1077 — 1127)
  - Калачури[нем.] — Ясахкарна, раджа[нем.] (1072 — 1125)
  - Качари[англ.] — Корпоордхвай, царь[англ.] (ок. 1070 — ок. 1100)
  - Кашмир (Лохара) — Харша, царь[англ.] (1089 — 1101)
  - Одиша (Орисса) — Карнедева, махараджа[англ.] (1090 — 1110)
  - Пала — Рамапала, царь (1077 — 1130)
  - Парамара[англ.] — Наравармандева, махараджа[англ.] (1094 — 1134)
  - Сена — 
    - Хеманта Сена, раджа (1070 — 1096)
    - Виджая Сена, раджа (1096 — 1159)

  - Соланки — Джаясимха Сиддхараджа, раджа (1093 — 1143)
  - Хойсала — Винаядитья, перманади (1047 — 1098)
  - Чандела — Киртиварман, раджа (1060 — 1100)
  - Чера — Рама Варма Кулашекхара, махараджа (1090 — 1102)
  - Чола — Кулоттунга Чола I, махараджа (1070 — 1120)
  - Ядавы (Сеунадеша) — Парамадэва, махараджа (1085 — 1105)
- Иран —
  -  Баванди — Шахрияр IV, испахбад (1074 — 1114)
- Йемен —
  - Зурайиды — Зурай, амир (1084 — 1110)
  - Наджахиды — Джайаш бин Наджах, амир (1089 — ок. 1107)
  -  Сулайхиды — Арва бинт Ахмад, эмир (1086 — 1138)
- Китай (Империя Сун) — Чжэ-цзун (Чжао Сяо), император (1085 — 1100)
- Кхмерская империя (Камбуджадеша) — Нрипатиндраварман, император (1080 — 1113)
- Кахетия — Квирике IV, царь[англ.] (1084 — 1102)
- Конийский (Румский) султанат — Кылыч-Арслан I, султан (1092 — 1107)
- Корея (Корё)  — Сукчон, ван (1095 — 1105)
- Лемро — Мин Тан, царь[англ.] (1092 — 1100)
- Ляо — Дао-цзун, император (1055 — 1101)
- Паган — Кванзитта, царь[англ.] (1084 — 1112/1113)
- Полоннарува — Вийябаху I, царь (1056 — 1110)
- Сельджукская империя — Баркиярук, великий султан (1094 — 1105)
  - Дамасский эмират — Дукак, эмир[англ.] (1095 — 1104)
  - Керманский султанат — Туран-шах I, султан (1085 — 1097)
- Сунда — Ланглангбхуми, махараджа (1064 — 1154)
- Тямпа — Джайя Индраварман II, князь (1080 — 1081, 1086 — 1114)
- Государство Хорезмшахов — Ануш-Тегин, шихне (1077 — 1097)
- Шеддадиды (Анийский эмират) — Манучихр ибн Шавур I, эмир (1072 — 1118)
- Ширван — 
  - Фарибурз I ибн Саллар, ширваншах (1063 — 1096)
  - Минучихр II, ширваншах (1096 — 1106)
- Япония — Хорикава, император (1087 — 1107)

## Африка
- Альморавиды — Юсуф ибн Ташфин, эмир (1086 — 1106)
- Гана — Сулейман, царь (1090 — 1100)
- Гао — Фададьо, дья (ок. 1090 — ок. 1120)
- Зириды — Тамим Абу Йахья ибн аль-Муизз, эмир (1062 — 1108)
- Канем — Хуме (Джилми), маи (1085 — 1097)
- Макурия — Василий, царь (ок. 1089 — ок. 1130)
- Нри[англ.] — Намоке, эзе[англ.] (1090 — 1158)
- Фатимидский халифат — Аль-Мустали Биллах, халиф (1094 — 1101)
- Хаммадиды — Мансур ибн Насир, султан (1088 — 1104)
- Эфиопия — Кедус Гарбе, император (1079 — 1109)

## Европа
- Англия — Вильгельм II Рыжий, король (1087 — 1100)
- Венгрия — Кальман I Книжник, король (1095 — 1116)
- Венецианская республика — Витале I Микель, дож (1095 — 1102)
- Византийская империя — Алексей I Комнин, император (1081 — 1118)
- Дания — Эрик I, король (1095 — 1103)
- Ирландия — Домналл Уа Лохлайнн, верховный король (1086 — 1101)
  - Айлех — Домналл Уа Лохлайнн, король (1083 — 1121)
  - Дублин — Домнал мак Муйрхертах Уа Бриайн, король (1094 — 1102, 1103 — 1118)
  - Коннахт — 
    - Флайтбертах Уа Флайтбертайг, король (1092 — 1098)
    - Тадг IV, король (1092 — 1097)

  - Лейнстер — Диармайт II, король (1092 — 1098)
  - Миде — 
    - Доннхад мак Мурхада Уа Маэл Сехлайнн, король (1094 — 1105)
    - Конхобар мак Маэл Сехлайнн Уа Маэл Сехлайнн, король (1094 — 1105)

  - Мунстер — Муйрхертах Уа Бриайн, король (1086 — 1114, 1115 — 1116, 1118 — 1119)
  - Ольстер — Эохайд мак Дуйнн Слейбе, король (1095 — 1099)
- Испания —
  - Альбаррасин (тайфа) — Абу Марван Абд аль-Малик ибн Расин, эмир (1045 — 1103)
  - Ампурьяс — Уго II, граф (ок. 1078 — ок. 1116)
  - Арагон — Педро I, король (1094 — 1104)
  - Барселона — Беренгер Рамон II, граф (1076 — 1097)
  - Бесалу — Бернардо II, граф (1066 — 1100)
  - Валенсия (тайфа) — Сид Кампеадор, правитель (1094 — 1099)
  - Кастилия и Леон — Альфонсо VI Храбрый, король, император Испании (1077 — 1109)
  - Конфлан и Серданья — Гильом II Журден, граф (1095 — 1109)
  - Майорка (тайфа) — Мубассир, эмир (1093 — 1114)
  - Наварра — Педро I, король (1094 — 1104)
  - Пальярс Верхний — Артау (Артальдо) II, граф (1082 — ок. 1124)
  - Пальярс Нижний — Рамон IV (V), граф (ок. 1047 — ок. 1098)
  - Португалия — Генрих Бургундский, граф (1093 — 1112)
  - Сарагоса (тайфа) — Ахмад II ал-Мустаин, эмир (1085 — 1100)
  - Тортоса (тайфа) — Сулейман Саид, эмир (1090 — 1099)
  - Урхель — Эрменгол V, граф (1092 — 1102)
- Италия —
  - Аверса — Ричард II, граф (1091 — 1105/1106)
  - Апулия и Калабрия — Рожер I Борса, герцог (1085 — 1111)
  - Гаэта — Ландульф, герцог[англ.] (1091 — 1103)
  - Капуя — Ландо IV, князь (1092 — 1098)
  - Неаполь — Сергий VI, герцог (1082 — 1107)
  - Сицилия — Рожер I, великий граф (1072 — 1101)
  - Таранто — Боэмунд I, князь (1088 — 1111)
- Киевская Русь (Древнерусское государство) — Святополк Изяславич, великий князь Киевский (1093 — 1113)
  -  Волынское княжество — Давыд Игоревич, князь (1086 — 1099, 1099 — 1100)
  -  Звенигородское княжество — Ростислав Володаревич, князь (1092 — 1124)
  -  Муромское княжество — Изяслав Владимирович, князь (1095 — 1096)
  -  Новгородское княжество — Мстислав Владимирович Великий, князь (1088 — 1094, 1095 — 1117)
  -  Перемышльское княжество — Володарь Ростиславич, князь (1092 — 1124)
  -  Переяславское княжество — Владимир Всеволодович Мономах, князь (1094 — 1113)
  -  Полоцкое княжество — Всеслав Брячиславич, князь (1044 — 1068, 1071 — 1101)
  -  Смоленское княжество — 
    - Давыд Святославич, князь (1093 — 1095, 1096 — 1097)
    - Изяслав Владимирович, князь (1095 — 1096)

  -  Теребовльское княжество — Василько Ростиславич, князь (1085 — 1124)
  -  Черниговское княжество — Олег Святославич, князь (1094 — 1096)
- Норвегия — Магнус III Голоногий, король (1093 — 1103)
- Папская область — 
  - Урбан II, папа римский (1088 — 1099)
  - Климент III, антипапа (1080 — 1100)
- Польша — Владислав I Герман, князь (1079 — 1102)
- Померания — Святобор, князь (ок. 1060 — 1106)
- Священная Римская империя — Генрих IV, император (1084 — 1105)
  - Австрийская (Восточная) марка — Леопольд III Святой, маркграф (1095 — 1136)
  - Бавария — 
    - Генрих VIII (король Генрих IV), герцог (1053 — 1054, 1077 — 1096)
    - Вельф I, герцог (1070 — 1077, 1096 — 1101)

  - Бар — Тьерри I, граф (1093 — 1105)
  - Верхняя Лотарингия — Тьерри II Храбрый, герцог (1070 — 1115)
  - Вюртемберг — Конрад I, граф (1083 — 1110)
  - Гелдерн — Герхард I, граф (1096 — 1129)
  - Голландия — Флорис II Толстый, граф (1091 — 1121)
  - Каринтия — Генрих III, герцог (1090 — 1122)
  - Лувен — Готфрид I, граф (1095 — 1139)
  - Лужицкая (Саксонская Восточная) марка — Генрих I, маркграф (1081 — 1103)
  - Люксембург — 
    - Генрих III, граф (1086 — 1096)
    - Вильгельм I, граф (1096 — 1131)

  - Мейсенская марка — Генрих I, маркграф (1089 — 1103)
  - Монбельяр — Тьерри I, граф (ок. 1073 — 1105)
  - Монферрат — Гульермо IV, маркграф (1084 — 1111)
  - Намюр — Альберт III, граф (ок. 1063 — 1102)
  - Нижняя Лотарингия — Готфрид IV Бульонский, герцог (1087 — 1096)
  - Ольденбург — Эгильмар I, граф (1088 — 1108)
  - Прованс —
    - Раймунд IV Тулузский, маркиз (1093 — 1105)
    - Герберга, графиня (ок. 1093 — 1112)

  - Рейнский Пфальц — Зигфрид I, пфальцграф (1095 — 1113)
  - Савойя — Гумберт II Сильный, граф (1080 — 1103)
  - Саксония — Магнус, герцог (1072 — 1106)
  - Северная марка — Лотарь Удо III фон Штаде, маркграф (1087 — 1106)
  - Сполето — Вернер II, герцог (1093 — 1119)
  - Тосканская марка — Матильда Тосканская, маркграфиня (1076 — 1115)
  - Чехия — Бржетислав II, князь (1092 — 1100)
    - Брненское княжество — Ольдржих, князь (1092 — 1097, 1101 — 1113)
    - Зноемское княжество — Литольд, князь (1092 — 1097, 1101 — 1112)
    - Оломоуцкое княжество — 
      - Святополк, князь (1091 — 1109)
      - Ота II Чёрный, князь (1091 — 1110, 1113 — 1126)

  - Швабия — 
    - Фридрих I, герцог (1079 — 1105)
    - Бертольд II, герцог (1092 — 1098)

  - Штирия (Карантанская марка) — Отакар II, маркграф (1082 — 1122)
  - Эно (Геннегау) — Бодуэн II, граф (1071 — 1098)
  - Юлих — Герхард III, граф (1093 — 1128)
- Сербия —
  - Дукля — Константин Бодин, король (1081 — 1101)
  - Рашка — Вукан, князь (1083 — 1112)
- Уэльс —
  - Гвинед — Грифид ап Кинан, король (1081 — 1137)
  - Поуис — 
    - Иорверт ап Бледин, король (1075 — 1103, 1110 — 1111)
    - Кадуган ап Бледин, король (1075 — 1113)
    - Маредид ап Бледин, король (1075 — 1102, 1116 — 1132)
- Франция — Филипп I, король (1060 — 1108)
  - Аквитания — Гильом IX Трубадур, герцог (1086 — 1126)
    - Арманьяк — Жеро II, граф (1061 — 1103)
    - Фезансак — Эмери II, граф (ок. 1064 — 1103)

  - Ангулем — Гильом V, граф (1087 — 1120)
  - Анжу — Фульк IV Решен, граф (1068 — 1109)
  - Блуа — Этьен II, граф (1089 — 1102)
  - Бретань — Ален IV Фержан, герцог (1084 — 1112)
    - Нант — Матье II, граф (1084 — 1103)
    - Ренн — Ален IV Фержан, граф (1084 — 1112)

  - Булонь — Евстахий III, граф (1088 — 1125)
  - Бургундия (герцогство) — Эд I, герцог (1079 — 1103)
  - Бургундия (графство) — Рено II, пфальцграф (1087 — 1097)
  - Вермандуа — Гуго I Великий, граф (1080 — 1102)
  - Макон — 
    - Рено II Бургундский, граф (1085 — 1097)
    - Этьен I Бургундский, граф (1085 — 1102)

  - Мо и Труа — Гуго I, граф (1093 — 1102)
  - Мэн — Эли I, граф (1093 — 1110)
  - Невер — Рено II, граф (1083 — 1097)
  - Нормандия — Роберт Куртгёз, герцог (1087 — 1106)
  - Овернь — 
    - Роберт II, граф (ок. 1064 — ок. 1096)
    - Гильом VI, граф (ок. 1096 — 11136)

  - Руссильон — Гислаберт II, граф (1074 — 1102)
  - Тулуза — Раймунд IV, граф (1094 — 1105)
  - Фландрия — Роберт II, граф (1093 — 1111)
  - Фуа — Роже II, граф (1071 — 1124)
  - Шалон — 
    - Жоффруа II де Донзи, граф (1079 — 1096)
    - Ги I, граф (1079 — 1113)
- Хорватия — Петар Свачич, король (1093 — 1097)
- Швеция — Инге I Старший, король (1079 — 1084, 1087 — 1105)
- Шотландия — 
  - Дональд III, король (1093 — 1094, 1094 — 1097)
  - Эдмунд, король (1094 — 1097)

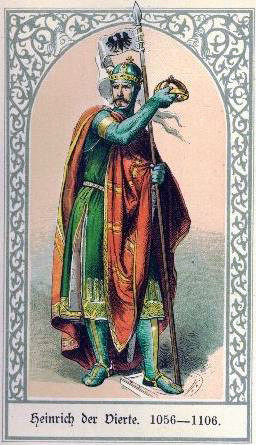
Генрих IV 1084-1105 Император Священной Римской империи
Филипп I 1060-1108 Король Франции
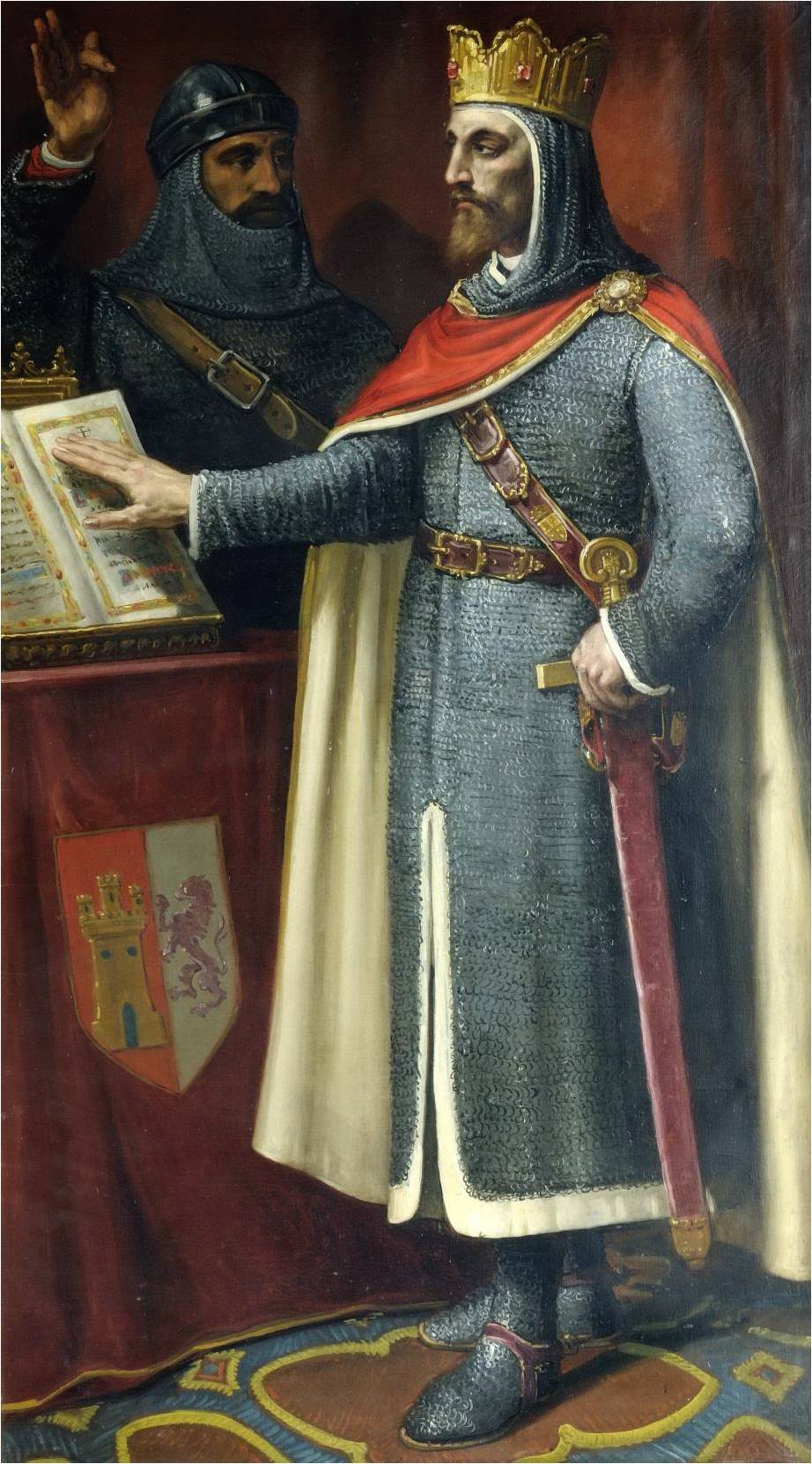
Альфонсо VI 1077-1109 Король Кастилии и Леона, император Испании
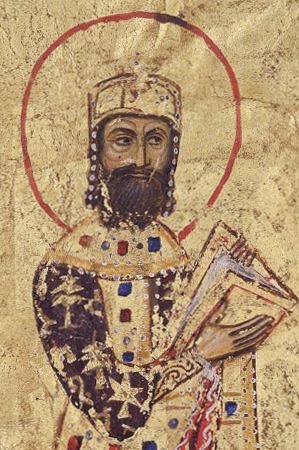
Алексей I Комнин 1081-1118 Император Византии
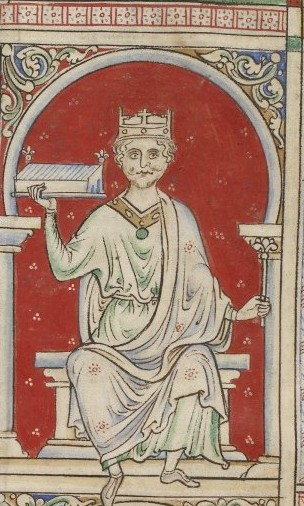
Вильгельм II Рыжий 1087-1100 Король Англии
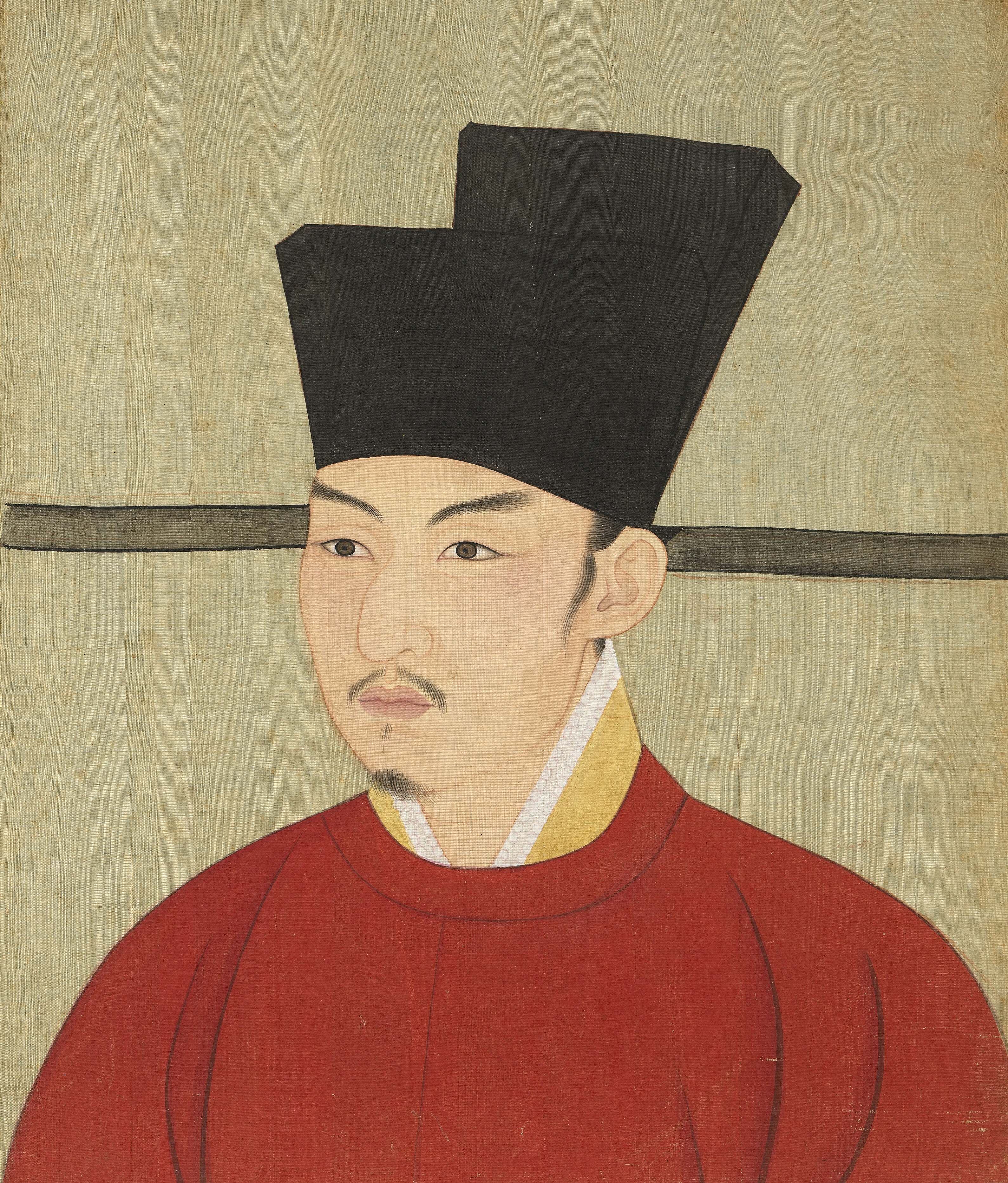
Чжэ-цзун 1085-1100 Император Китая
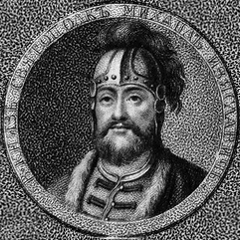
Святополк II Изяславич 1093-1113 Великий князь Киевский
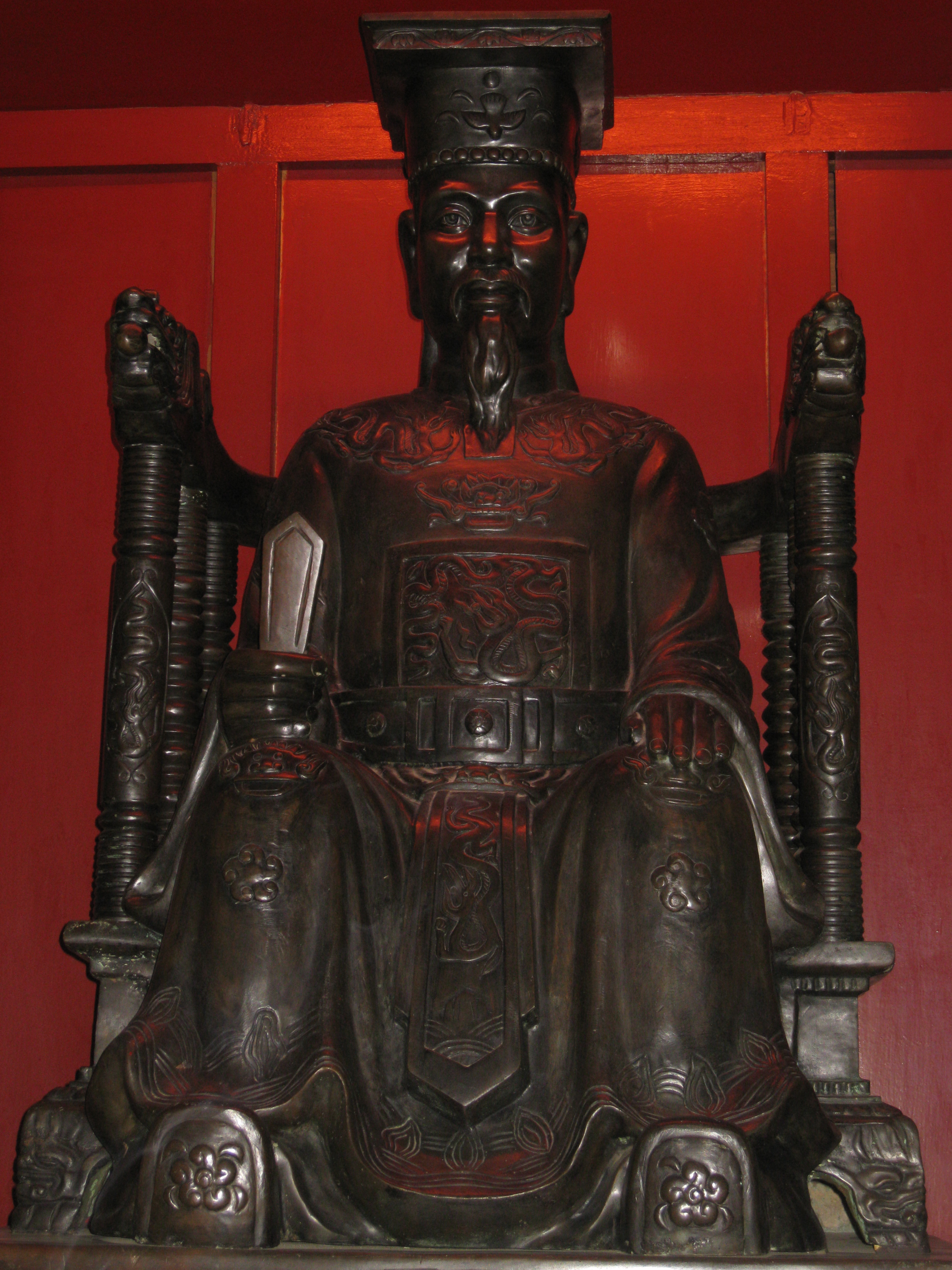
Ли Тхань Тонг 1072-1127 Император Дайвьета
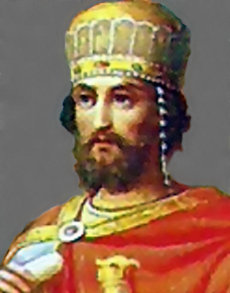
Давид IV Строитель 1089-1125 Царь Грузии
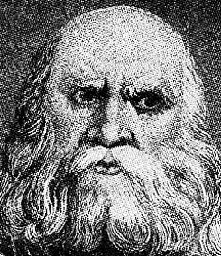
Домналл Уа Лохлайнн 1086-1101 Верховный король Ирландии
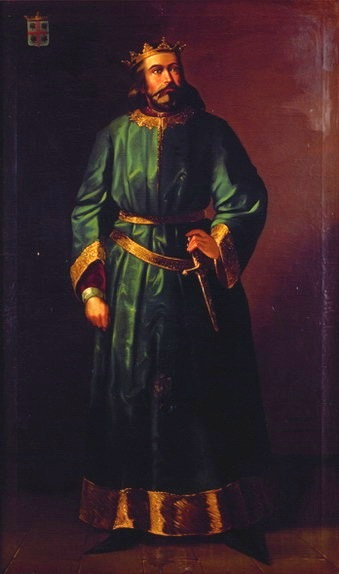
Педро I 1094-1104 Король Арагона и Наварры
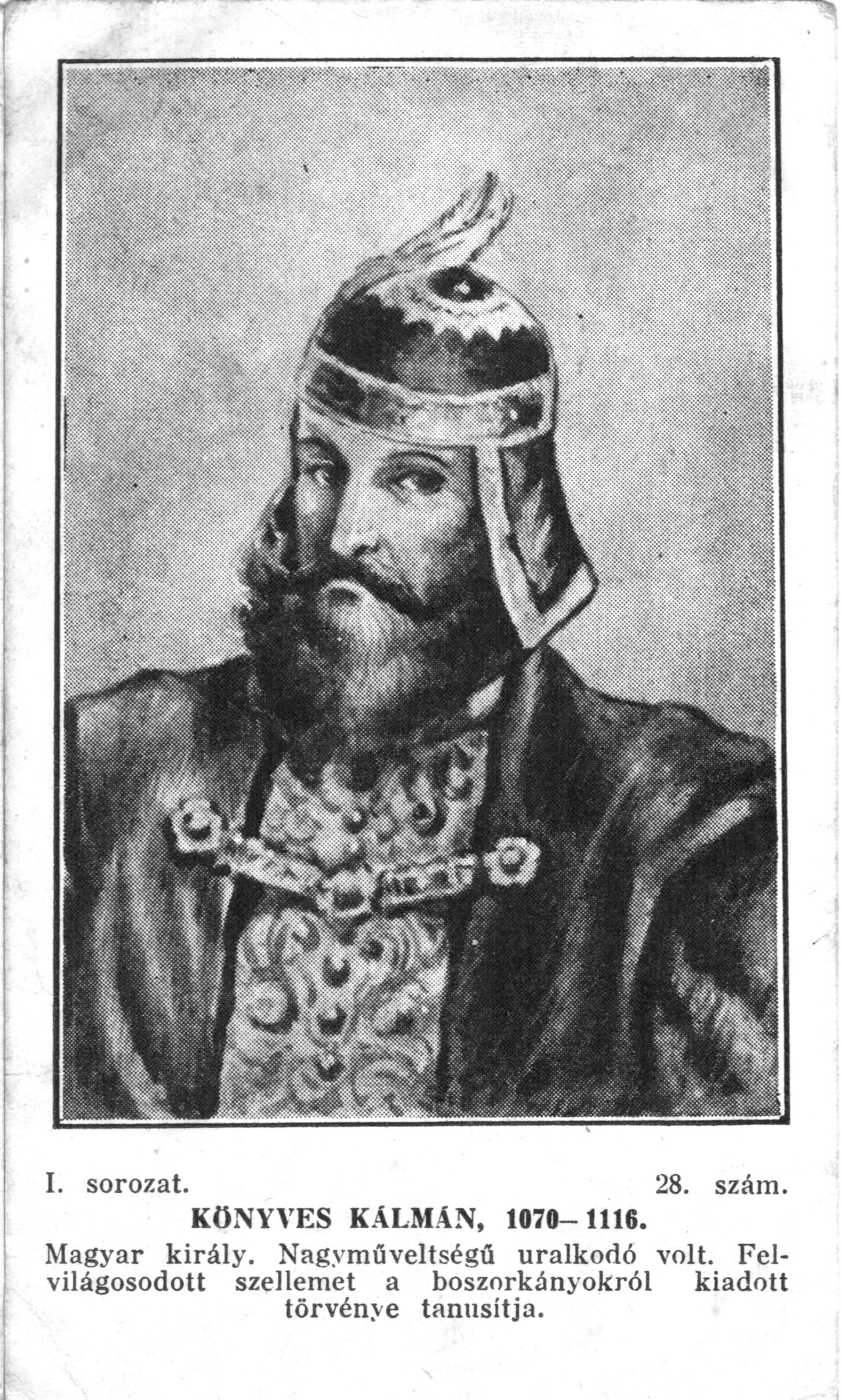
Кальман I Книжник 1095-1116 Король Венгрии
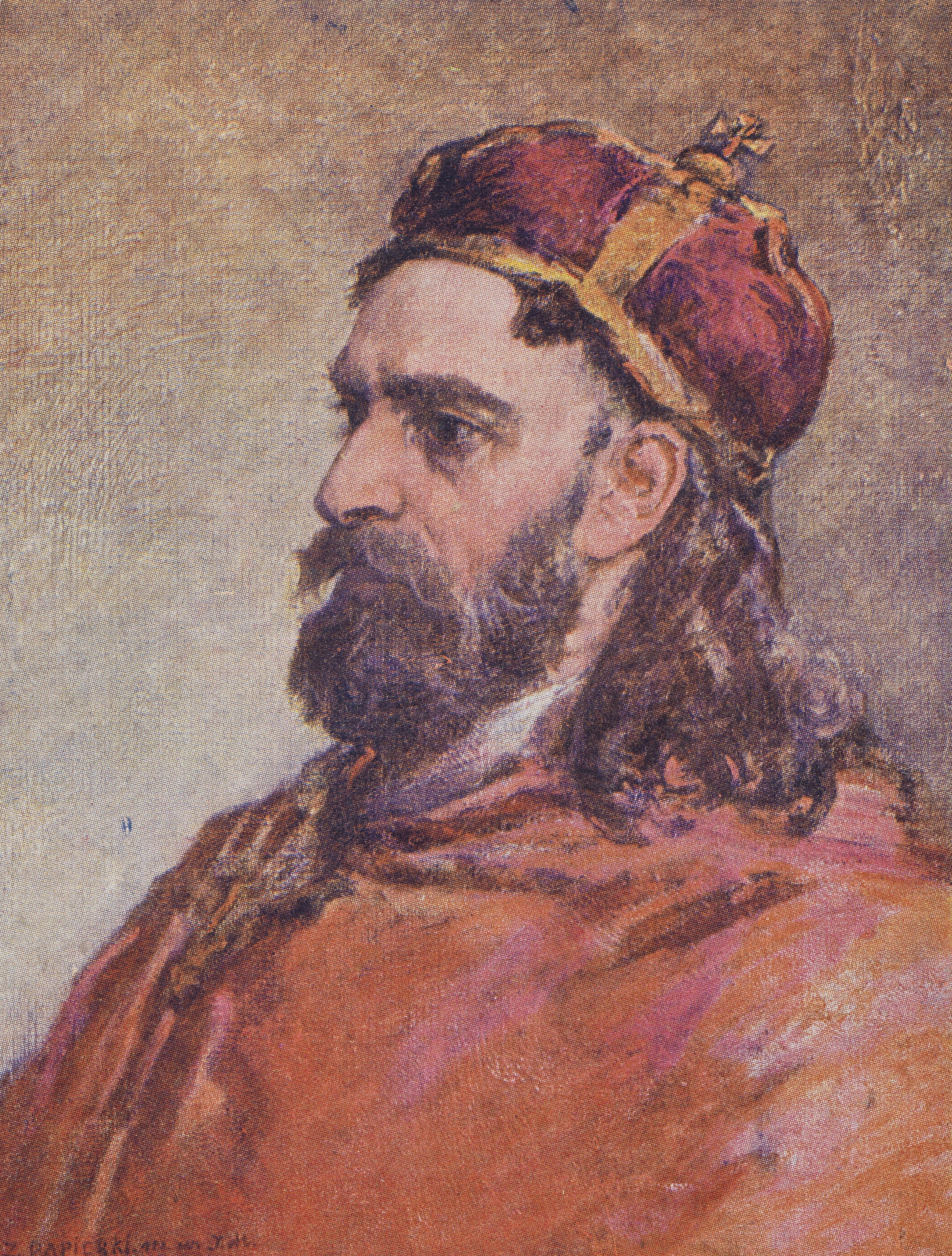
Владислав I Герман 1079-1102 Князь Польши
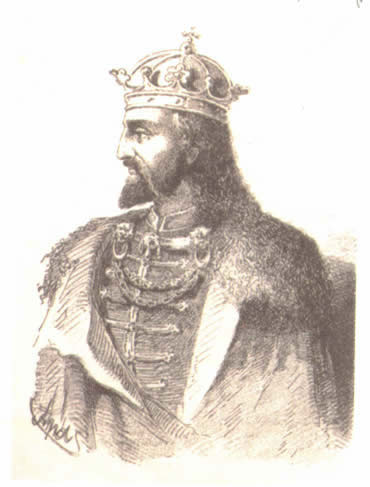
Константин Бодин 1081-1101 Король Дукли
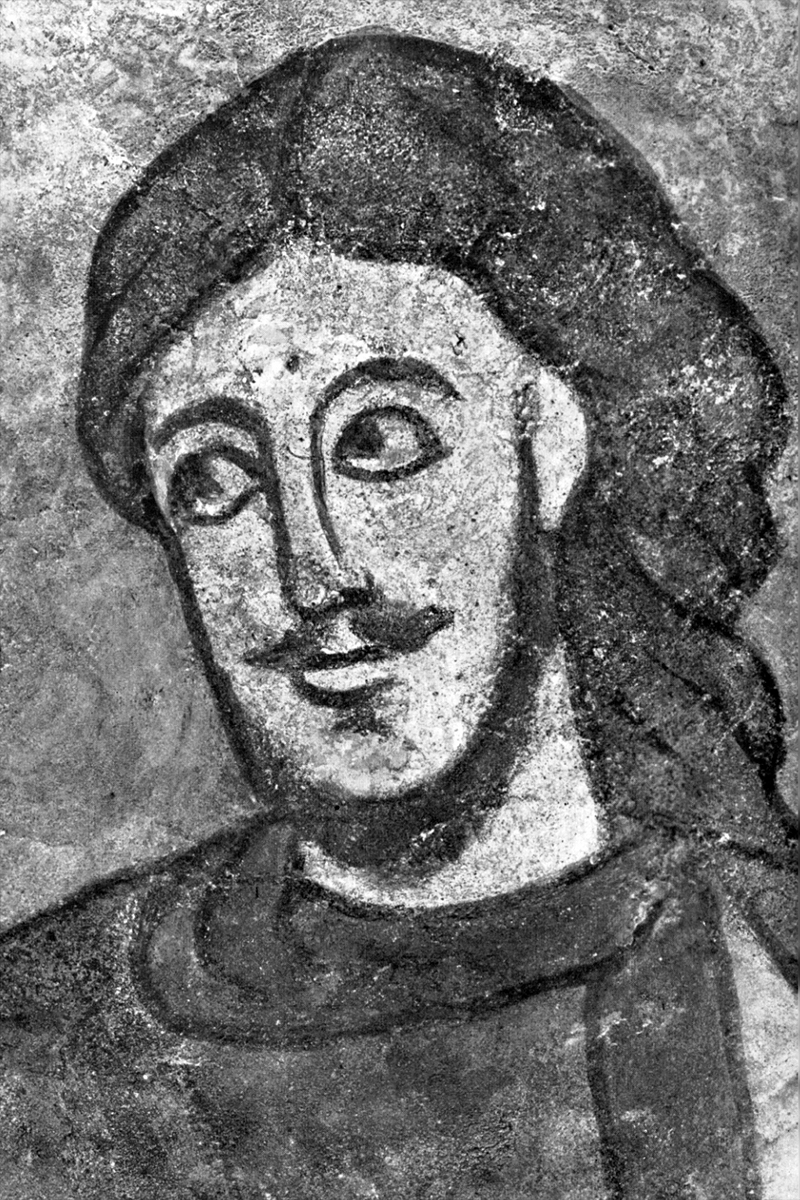
Бржетислав II 1092-1100 Князь Чехии
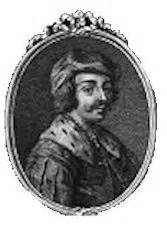
Дональд III 1093-1097 Король Шотландии
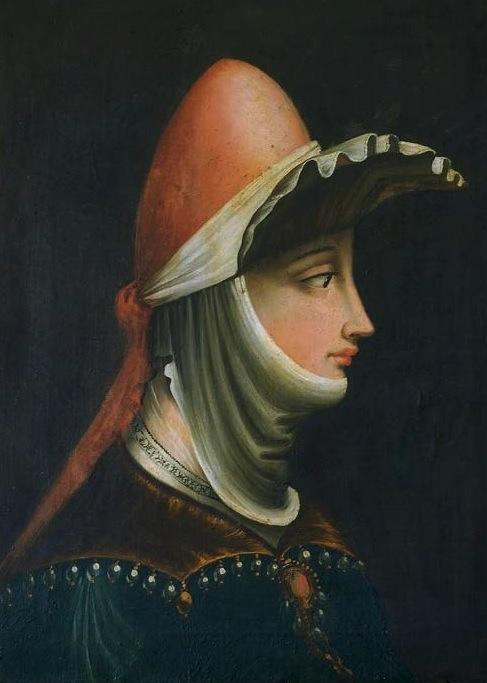
Матильда 1076-1115 Маркграфиня Тосканская
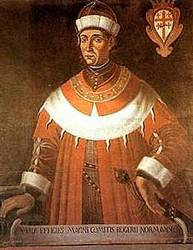
Рожер I 1072-1101 Великий граф Сицилии
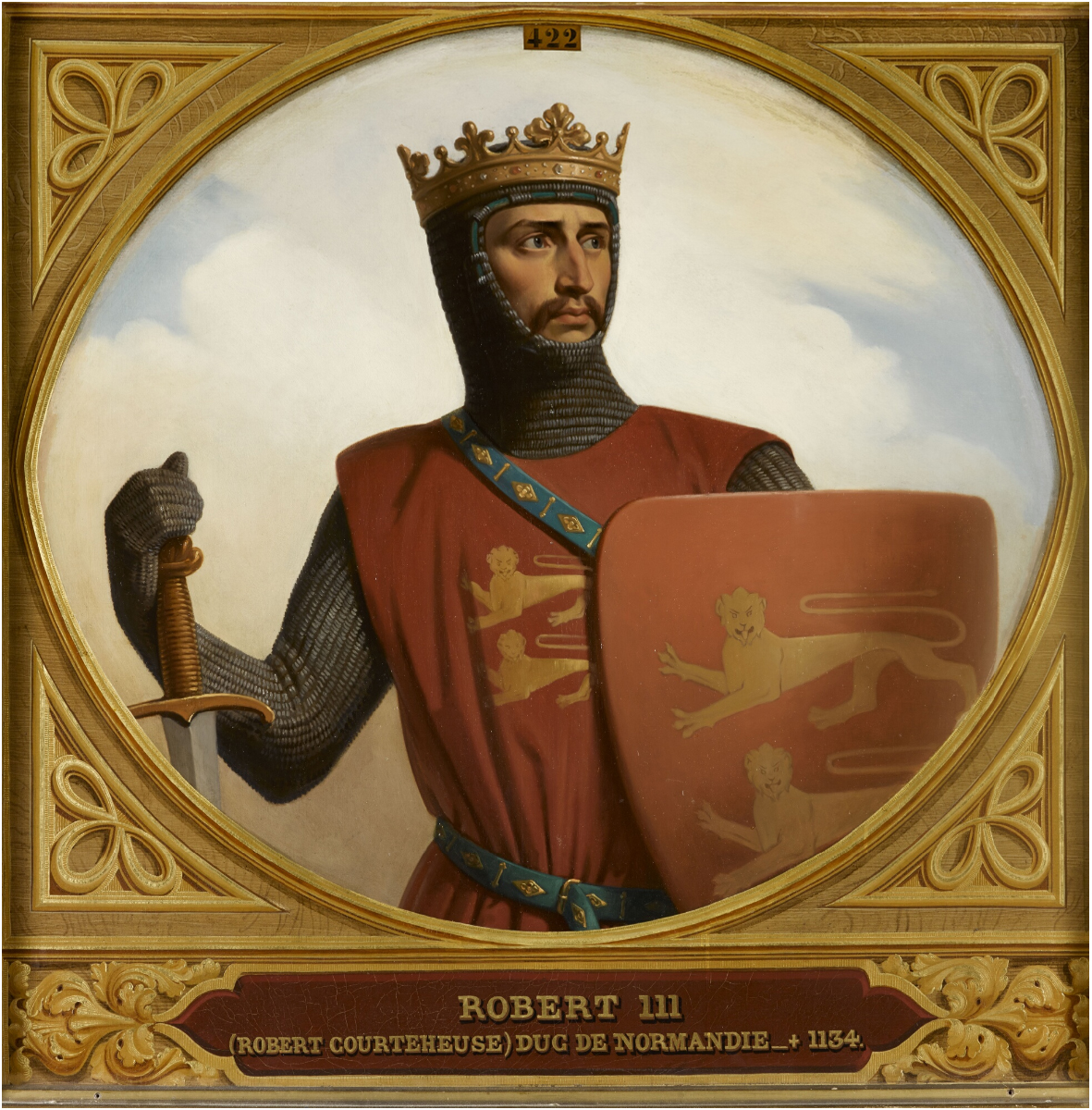
Роберт Куртгёз 1087-1106 Герцог Нормандский
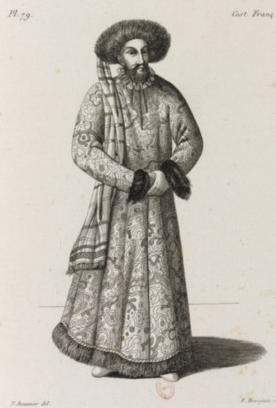
Ален IV Фержан 1084-1112 Герцог Бретани
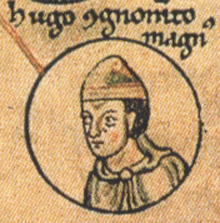
Гуго I Великий 1080-1102 Граф Вермандуа
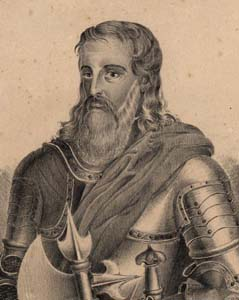
Генрих Бургундский 1093-1112 Граф Португалии
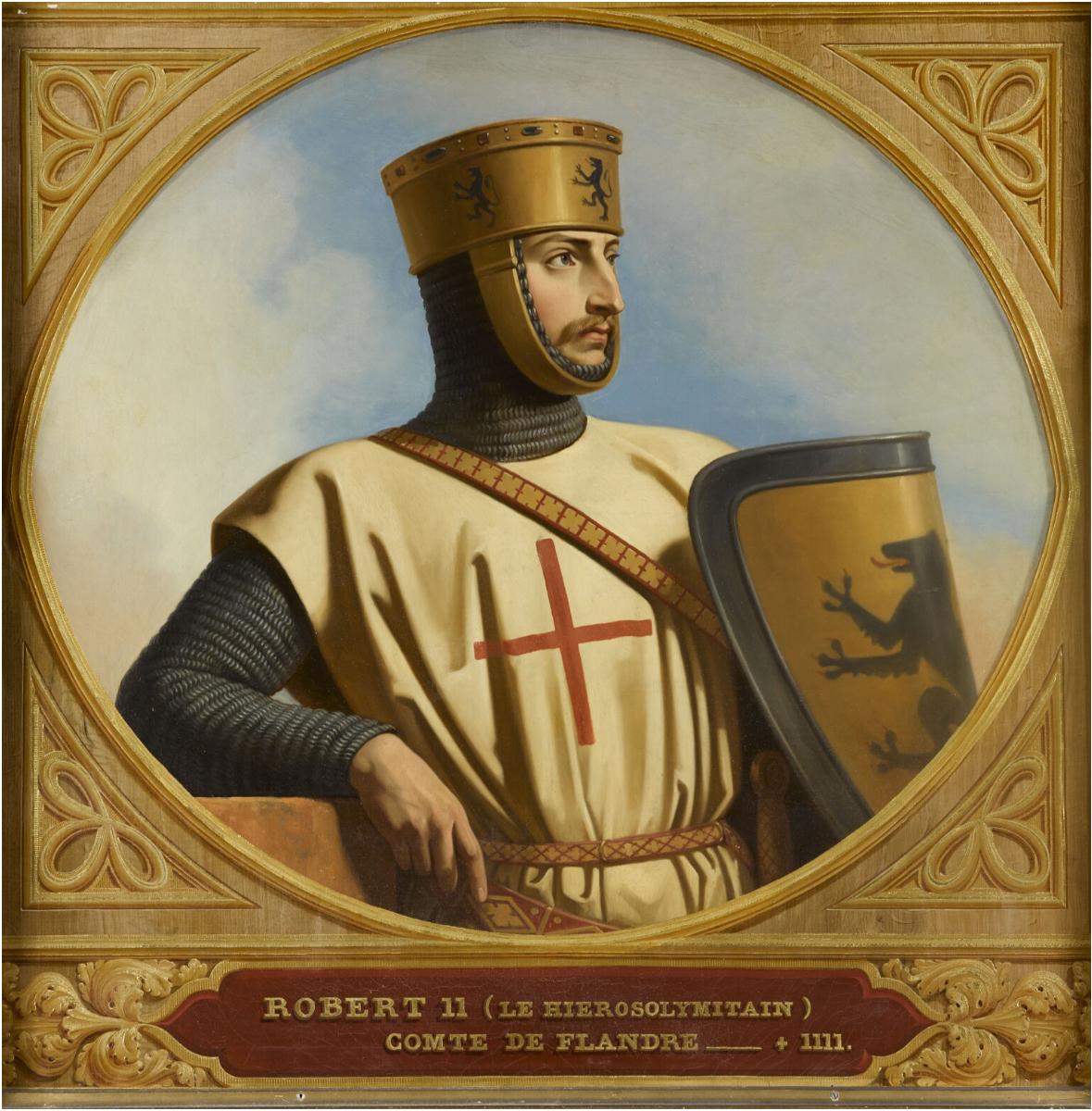
Роберт II 1093-1111 Граф Фландрский
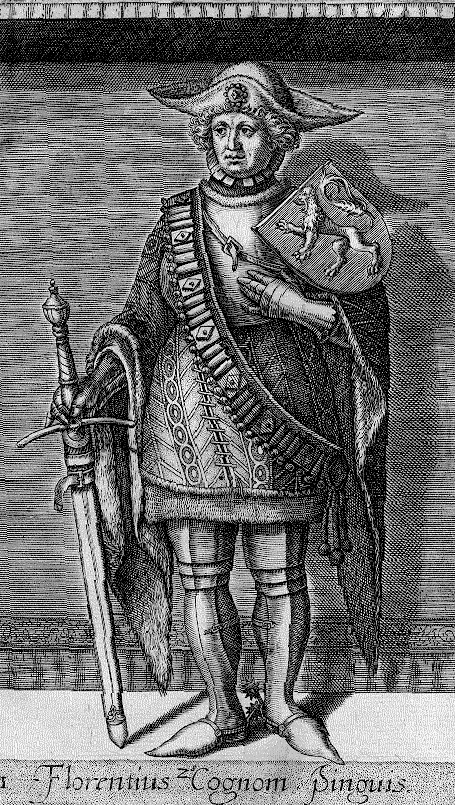
Флорис II 1091-1121 Граф Голландии
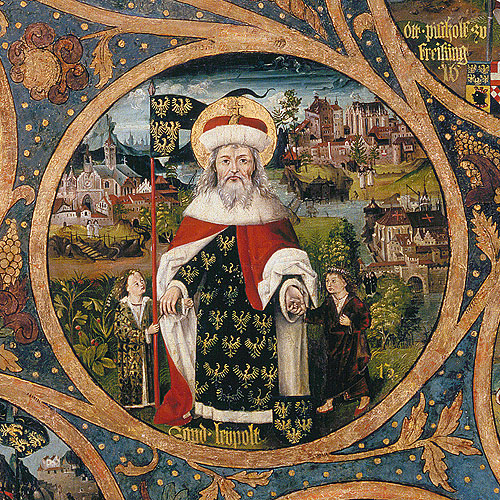
Леопольд III 1095-1136 Маркграф Австрийский
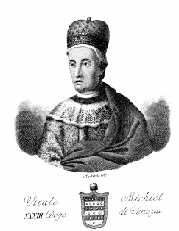
Витале I 1095-1102 Дож Венеции
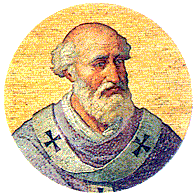
Урбан II 1088-1099 Папа римский